# Archoleptoneta
Archoleptoneta là một chi nhện trong họ Leptonetidae.